# Carlos Francisco Orúe Vázquez
 Carlos Francisco Orúe Vázquez, más conocido como Carlos Orúe, (nacido en Jerez de la Frontera, Cádiz, el 9 de marzo de 1952) es un entrenador de fútbol español. Su último equipo fue el Xerez Deportivo Fútbol Club.

## Trayectoria
Orúe es un entrenador con mucha experiencia en los banquillos del fútbol español. Empezó su carrera en las categorías inferiores del Xerez Club Deportivo. Tras varios años entrenando en tercera división (Puerto Real, Roteña, Sanluqueño) y habiendo jugado liguillas de ascenso con el Atlético Sanluqueño vuelve al Xerez CD en un año de recesión para ascender a Segunda División con un plantel repleto de canteranos. Segunda División A en 1997.
Desde entonces ha entrenado a una multitud de equipos en Segunda y Segunda División B, entre los que se encuentran clubes como Ceuta, Rayo Vallecano, Leganés, Cádiz, Ciudad de Murcia,... Logrando con este último su segundo ascenso a Segunda División en la 2002-2003. En los últimos años se vinculó a la creación de un club de socios en su Jerez natal, el Xerez DFC, al que dirigió en el banquillo desde su creación en 2013 hasta 2015, logrando dos ascensos. Su capacidad de trabajo y sus códigos le han hecho ser un reconocido profesional del sector y actualmente se dedica a dar charlas y conferencias enfocadas a la formación de entrenadores.

## Clubes
| Club                        | País   | Año       |
| --------------------------- | ------ | --------- |
| Xerez Club Deportivo        | España | 1996-1998 |
| Cádiz Club de Fútbol        | España | 2000-2001 |
| Club Polideportivo Cacereño | España |           |
| Coria Club de Fútbol        | España | 2000-2001 |
| Asociación Deportiva Ceuta  | España | 2001-2002 |
| Ciudad de Murcia            | España | 2003      |
| Xerez Club Deportivo        | España | 2003      |
| Rayo Vallecano de Madrid    | España | 2004-2005 |
| Asociación Deportiva Ceuta  | España | 2006-2007 |
| Racing Club Portuense       | España | 2007-2008 |
| Asociación Deportiva Ceuta  | España | 2009-2010 |
| Club Deportivo Leganés      | España | 2011-2012 |
| Xerez Deportivo Fútbol Club | España | 2013-2015 |